# Helena Solà i Tàrraga
Helena Solà Tàrraga (Barcelona, 1976) és una política i mestra catalana, establerta a Cerdanyola, actual candidata a la presidència d'Esquerra Republicana de Catalunya.

## Trajectòria
Nascuda a Barcelona, resideix des de nena a Cerdanyola del Vallès. Va estudiar a l'Escoleta i la secundària a l'IES Pere Calders. Es va llicenciar en educació primària a la Universitat Autònoma de Barcelona. Va continuar els seus estudis amb un grau en psicologia a la Universitat Oberta de Catalunya (encara en curs).
En el sector privat ha treballat com a professora d'anglès en una acadèmia d'idiomes de Sabadell, com a responsable de producte de l' empresa farmacèutica PharmaNord. Ha treballat com a professora d'anglès en diverses escoles públiques del municipi, com l’Escoleta, el Carles Buigas i el Collserola.
En l'àmbit polític, ha ocupat diversos càrrecs. Entre 2011 i 2023 fou portaveu del grup municipal d'ERC a Cerdanyola del Vallès. Fou candidata del partit a l'alcaldia a les eleccions municipals de 2011, 2015 i 2019. El 2011 el seu partit va obtenir 2 regidors, 4 el 2015 i 5 el 2019, esdevenint segona força al municipi. Entre 2016 i 2019 fou primera tinenta d'alcaldia i regidora de cultura, qualitat urbana, comerç, promoció econòmica i turisme. El seu partit va abandonar el govern municipal el gener de 2017 per discrepàncies amb l'alcalde Carles Escolà.
També ha treballat com a responsable de l'oficina de la Delegació del Govern de Catalunya a Barcelona. Altres càrrecs són assessora tècnica d'educació a la Diputació de Barcelona i Consellera de l'Àrea Metropolitana de Barcelona. El 2022 esdevingué membre del Consell Nacional del partit.
L'octubre de 2024 es va fer públic que optaria a la Presidència d'Esquerra Republicana de Catalunya com a líder del col·lectiu Foc Nou, esdevenint la primera dona en la història del partit en optar a aquest càrrec. Comparteix lideratge amb Alfred Bosch i Gabriel Fernàndez, regidor de l'Ajuntament de Sabadell.
En l'àmbit cívic, ha sigut portaveu de la Plataforma en Defensa del 0-3 i voluntària a Creu Roja Sabadell, on dirigí l'àmbit de joventut durant uns anys. És mare de 3.